# Laevicordia
Laevicordia is een geslacht van tweekleppigen uit de  familie van de Verticordiidae.

## Soorten
- Laevicordia abscissa (Pelseneer, 1911)
- Laevicordia axinoides Seguenza, 1876
- Laevicordia frieli (Allen & Turner, 1974)
- Laevicordia insculpta (Seguenza, 1876)
- Laevicordia sinuosa (Jeffreys, 1882)